# Nervenwurzel
Als Nervenwurzel bezeichnet man die ein- und austretenden (radikulären) Nervenfasern des Rückenmarks. Die Nervenfasern bezeichnet man als Wurzelfäden (Fila radicularia).Die zur Vorderwurzel gehörigen Nervenzellkörper (Perikarya oder Somata) bezeichnet man auch als Wurzelzellen. Zu jedem Segment der Wirbelsäule gehören auf beiden Seiten zwei Nervenwurzeln, die sich jeweils im Zwischenwirbelkanal zu einem Spinalnerven (Rückenmarksnerven) vereinigen. 
Durch die hintere Nervenwurzel (Radix posterior, bei Tieren Radix dorsalis) treten die Afferenzen (zuführende Nervenfasern), die sensible Informationen zum Rückenmark leiten. Ihre Zellkörper liegen außerhalb des Rückenmarks im Spinalganglion (Ganglion spinale).
Durch die vordere Nervenwurzel (Radix anterior, bei Tieren Radix ventralis) treten die Efferenzen (wegführende Nervenfasern) aus dem Rückenmark. Diese Nervenwurzel enthält motorische Nervenfasern, deren Zellkörper im Vorderhorn der grauen Substanz des Rückenmarks liegen, in einigen Rückenmarkabschnitten auch Fasern des vegetativen Nervensystems, deren Zellkörper im mittleren Teil (Pars intermedia) der grauen Substanz lokalisiert sind.
Die Erkenntnis der funktionellen Trennung der beiden Spinalnervenwurzeln geht auf Charles Bell und François Magendie zurück (Bell-Magendie-Gesetz). Ein Bereich der Nervenwurzel nahe ihrem Eintritt in das Rückenmark wird als Übergangszone zwischen peripherem und zentralem Nervensystem angesehen (Redlich-Obersteiner-Zone).